# Renata de França
Renata de França (em francês:  Renée de France; Castelo de Blois, 25 de outubro de 1510 — Castelo de Montargis, 12 de junho de 1575), foi uma filha da França como filha de Luís XII de França e de Ana, Duquesa da Bretanha. 

## Biografia
Era irmã de Cláudia de França, esposa do rei Francisco I.
Foi condessa e depois duquesa de Chartres, condessa de Gisors, e senhora de Montargis. Ficou noiva em março de 1515 de Carlos de Áustria, o futuro imperador Carlos V, e de Henrique VIII de Inglaterra.
Em 28 de junho de 1528, casou-se com Hércules II d'Este, duque de Ferrara e de Módena em 1534.
Ao lado do marido, tinha das cortes mais brilhantes da Renascença. Foi discípula de Lefèvre d’Etaples, e graças a sua tia Margarida de Angoulême, rainha da Navarra, que havia frequentado em França, recebia em Ferrara nobres e escritores, que a inclinaram para a Reforma protestante: sua governante, Michèle de Soubise, tentou traduzir os salmos em francês; Clément Marot, que celebrou seu casamento e se torna seu secretário, depois do assunto conhecido como affaire des Placards (no verão de 1535) e até mesmo Calvino, que em março de 1536 visitou sua corte e pregou diante dela.
Temendo a intervenção do papa, o marido expulsou de Ferrara Michèle e Valcino, e em 1550 os demais protestantes. Além disso, apelou a seu sobrinho, Henrique II, que lhe enviou o chefe da Inquisição na França, Ory. O qual, em 1554 obteve a condenação e a detenção da duquesa, que renunciou a receber os sacramentos da Igreja. Seus amigos foram expulsos em 1554. Liberada pouco depois, Renata reatou com os heréticos e se correspondia com Calvino. Morto o Duque de Ferrara em 1559, ao qual tinha jurado renunciar à heresia, voltou para a França, para escapar da hostilidade do filho, Afonso II d'Este, em 1560. Retirada em Montargis, liberada por Calvino do juramento, apoiou o partido protestante nas guerras de Religião.

## Casamento e descendência
Em Abril de 1528, Renata casa com Hércules II d'Este, filho mais velho de Afonso I d'Este e de Lucrécia Bórgia e, em Itália, passou a ser conhecida como Renatia di Francia. Deste casamento nasceram:
- Ana (Anna) (1531-1607), casou primeiro com Francisco, Duque de Guise, e em segundas núpcias com Jaime de Saboia, Duque de Nemours;
- Afonso II (Alfonso) (1533-1597) que sucedeu ao pai;
- Lucrécia (Lucrezia) (1535-1598), que casou com Francisco Maria II Della Rovere, Duque de Urbino;
- Leonor (Eleonore) (1537-1581);
- Luís (Luigi) (1538-1586), Bispo de Ferrara e Arcebispo de Auch.

Renata ficou viúvas em 1559. Como se incompatibilizou com o filho, Afonso II d'Este, ela regressou a França em 1560 instalando-se em Montargis, onde veio a falecer a 12 de Junho de 1574.